# Ископаемый копал
Копал (ископаемый) — природная ископаемая смола растительного происхождения. Может служить одной из лучших натуральных имитаций янтаря. На языке ацтеков «копалли» означает благовоние.

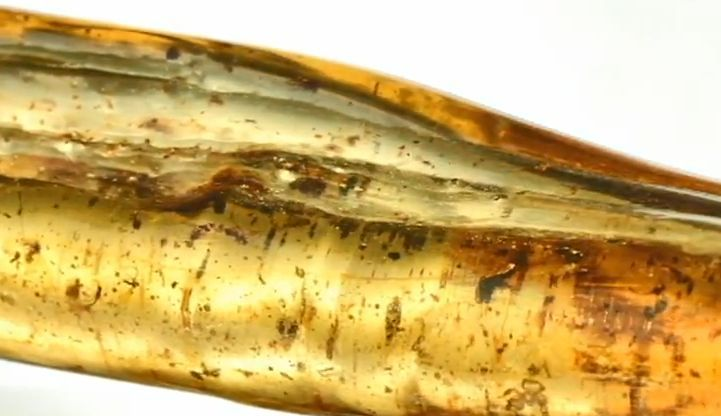

В ювелирном деле чаще всего используется копал бразильский и колумбийский, а также восточно-африканский (занзибарский). Известны также: конголезский, гвинейский, танзанийский.

### Свойства
Ископаемый копал образовался из смол, выделяемых современными деревьями. Примерно на 80 % состоит из углерода. Твёрдость 2 по шкале Мооса. Формула: C41H86O4 + C25H38O4 .Удельный вес: 1,04 — 1,06 г/см3, что несколько ниже, чем у янтаря (1,05 — 1,1 г/см3). Температура плавления: 150—200 °C. Окраска: от почти бесцветной до желтовато-коричневой. По оценкам специалистов средний возраст копала составляет в среднем 1500 - 2000лет, а самым «старым» ископаемым копалам от 30 до 65 тыс. лет.

### Местонахождения
Встречается в торфяных болотах на глубине нескольких метров, а также в других органических отложениях. Основными современными источниками этой смолы являются растения рода Hymenaea из семейства бобовых, произрастающие в Центральной и Южной Америке, а также рода trachylobium из Восточной Африки. Это крупные деревья, достигающие 30 м в высоту и до 7 м в диаметре.

### Месторождения
Ископаемый копал встречается в Австралии, Новой Зеландии, на Мадагаскаре. В странах Кавказа известны месторождения в Грузии (близ Тбилиси), Лачинское месторождение на территории Нагорного Карабаха, Верхне-Аджикендское близ Кировобада (Азербайджан), в Тавушской области в Армении.

### Применение
В последнее время именно ископаемый копал чаще всего пытаются выдать за настоящий янтарь (если исключить пластмассовые подделки, которые производятся в огромных количествах). Копал идет на изготовление бус и других ювелирных украшений. Обычно его покрывают лаком или эпоксидной смолой. Поскольку копал уступает янтарю по прочности, на нём часто развиваются трещины.